# Cepphis fulva
Cepphis fulva là một loài bướm đêm trong họ Geometridae.